# Contessa Entellina
Contessa Entellina (em siciliano Cuntissa; em língua arbëreshë Kundisë ou Kuntisa) é uma comuna italiana da região da Sicília, província de Palermo, com cerca de 1.981 habitantes. Estende-se por uma área de 136 km², tendo uma densidade populacional de 15 hab/km². Faz fronteira com Bisacquino, Campofiorito, Corleone, Monreale, Poggioreale (TP), Roccamena, Salaparuta (TP), Sambuca di Sicilia (AG), Santa Margherita di Belice (AG).

## Demografia
| Variação demográfica do município entre 1861 e 2011                               |
|                                                                                   |
| Fonte: Istituto Nazionale di Statistica (ISTAT) - Elaboração gráfica da Wikipedia |